# Gorno Koszovraszti
Gorno Koszovraszti (macedónul: Горно Косоврасти) település Észak-Macedóniában, a Délnyugati körzet Debari járásában.

## Népesség
| Lakosok száma | 375  | 413  | 607  | 659  | 725  | 867  | 818  | 653  |
|               | 1948 | 1961 | 1971 | 1981 | 1991 | 1994 | 2002 | 2021 |

2002-ben 818 lakosa volt, akik közül 578 macedón, 222 török és 18 egyéb nemzetiségű.